# Zambija
Zambija je republika v južni srednji Afriki. Na severu meji na Demokratično republiko Kongo, na severovzhodu na Tanzanijo, na vzhodu na Malavi, na jugovzhodu na Mozambik, na jugu na Zimbabve in Bocvano, na jugozahodu na Namibijo, ter na zahodu na Angolo. Država, nekdanja Severna Rodezija, je imenovana po reki Zambezi.

## Zgodovina
Prvotne staroselce Bušmane in Hotentote pred 2000 leti izpodrinejo prihajajoča bantujska ljudstva. V 8. stoletju na področju gornjega Zambezija ljudstvo Barotse ustanovi državo Barotseland, severno od nje pa se oblikuje plemenska zveza ljudstva Bemba. Glavno priseljevanje se prične v 15. stoletju s prihodom ljudstev Luba in Lunda iz sosednjega Konga in Angole. Ljudstvo Nguni, ki prihaja z juga, jih združi v 19. stoletju.
Razen maloštevilnih portugalskih raziskovalcev ostane ozemlje s strani Evropejcev nedotaknjeno vse do 19. stoletja. Sredi 19. stoletja prodrejo na to območje zahodni raziskovalci, misijonarji in trgovci. Tako leta 1855 angleški raziskovalec David Livingstone za Evropo odkrije slapove na reki Zambezi in jih poimenuje po kraljici Viktoriji.
Leta 1888 Cecil Rhodes, predstavnik britanskih trgovskih in političnih interesov, prejme od krajevnih poglavarjev koncesijo za izkoriščanje rudnih bogastev, še istega leta pa sta Severna in Južna Rodezija (sedanji Zimbabve) razglašeni za britansko vplivno območje. Upravljanje Severne Rodezije je leta 1924 prestavljeno kot protektorat na Britanski kolonialni urad.
Leta 1953 Rodeziji skupaj z Njaso (sedanji Malavi) oblikujeta Federacijo Rodezije in Njase. Severna Rodezija je v tem času središče nemirov, ki se kaže v krizi vodenja Federacije. Črnska večina zahteva večjo udeležbo v vladi, kar privede do volitev v oktobru in decembru 1962 v Zakonodajni svet. Zmagata Združena narodna stranka neodvisnosti - UNIP in Afriški narodni kongres Zambije - ZANC, ki pa nimata lahkega dela v koaliciji. Svet tako zahteva odcepitev Severne Rodezije od Federacije in popolno samoupravo temelječo na novi ustavi in širših demokratičnih pravicah. Po razpadu Federacije 31. decembra 1964 postane dne 24. oktobra 1964 neodvisna Republika Zambija.

## Znane osebnosti
- Tilka Paljk, zambijska plavalka slovenskih korenin